# Bosque de Oma

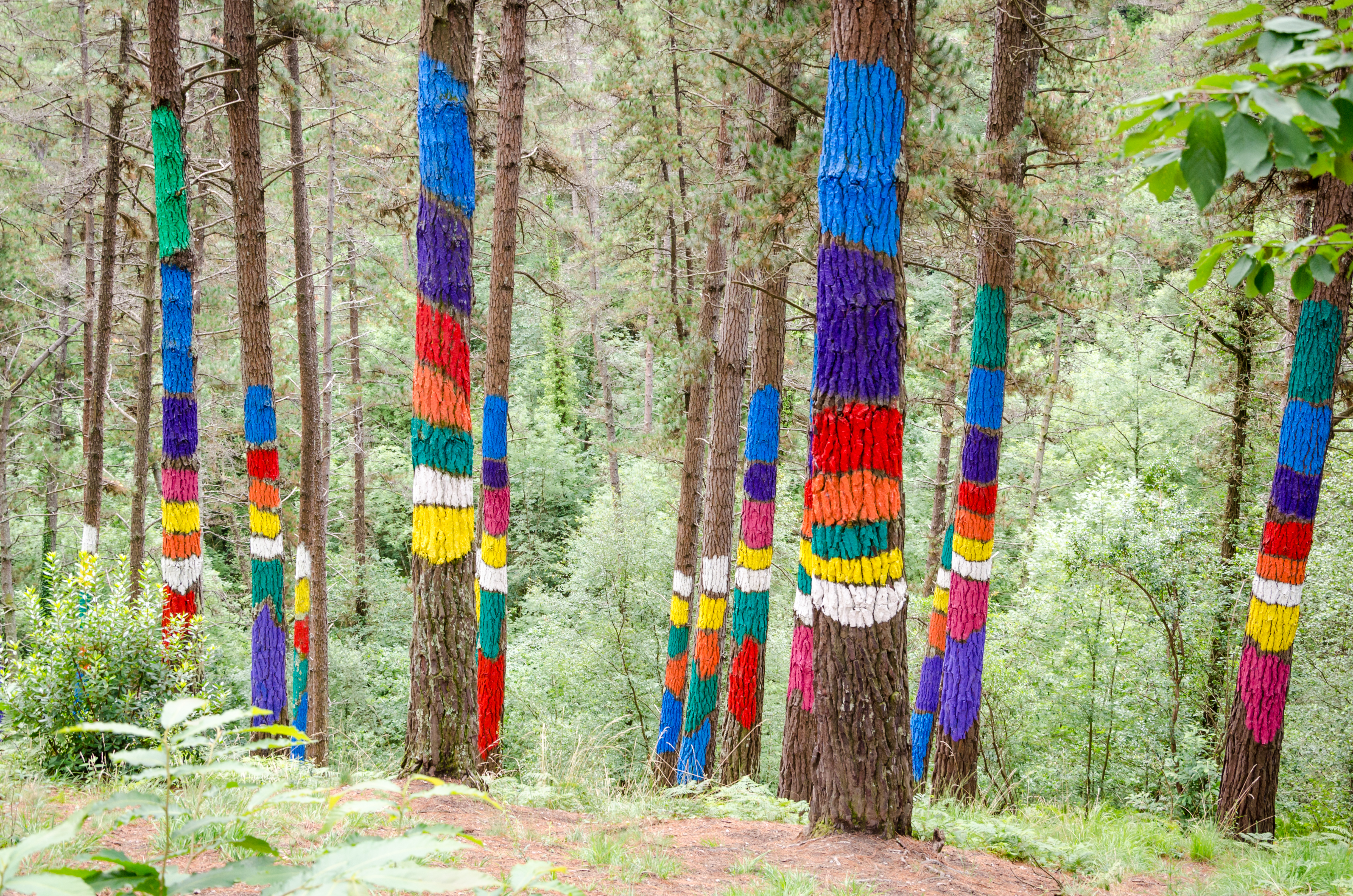
Árboles pintados del bosque de Oma.

El bosque de Oma (en euskera: Omako basoa) es una obra artística creada por el escultor y pintor Agustín Ibarrola entre los años 1982 y 1985 y que se puede encuadrar dentro del movimiento artístico Arte y Naturaleza. Dicho bosque está situado en la Reserva de la Biosfera de Urdaibai y consiste en un grupo de árboles en los que se han realizado pintadas y que -en el conjunto de varios troncos y mirando desde determinadas posiciones- componen diferentes figuras geométricas, humanas y animales. La obra se encuentra ubicada en una de las laderas del valle de Oma, en la localidad de Cortézubi, cerca de la cueva de Santimamiñe, no muy lejos del antiguo domicilio del artista. El pintor y escultor Agustín Ibarrola concibió el bosque animado o bosque de Oma como una muestra de la relación entre la naturaleza y la presencia humana.
El dramaturgo Pedro Víllora situó en el bosque de Oma la acción de su tragedia Electra en Oma.

## Galería de imágenes

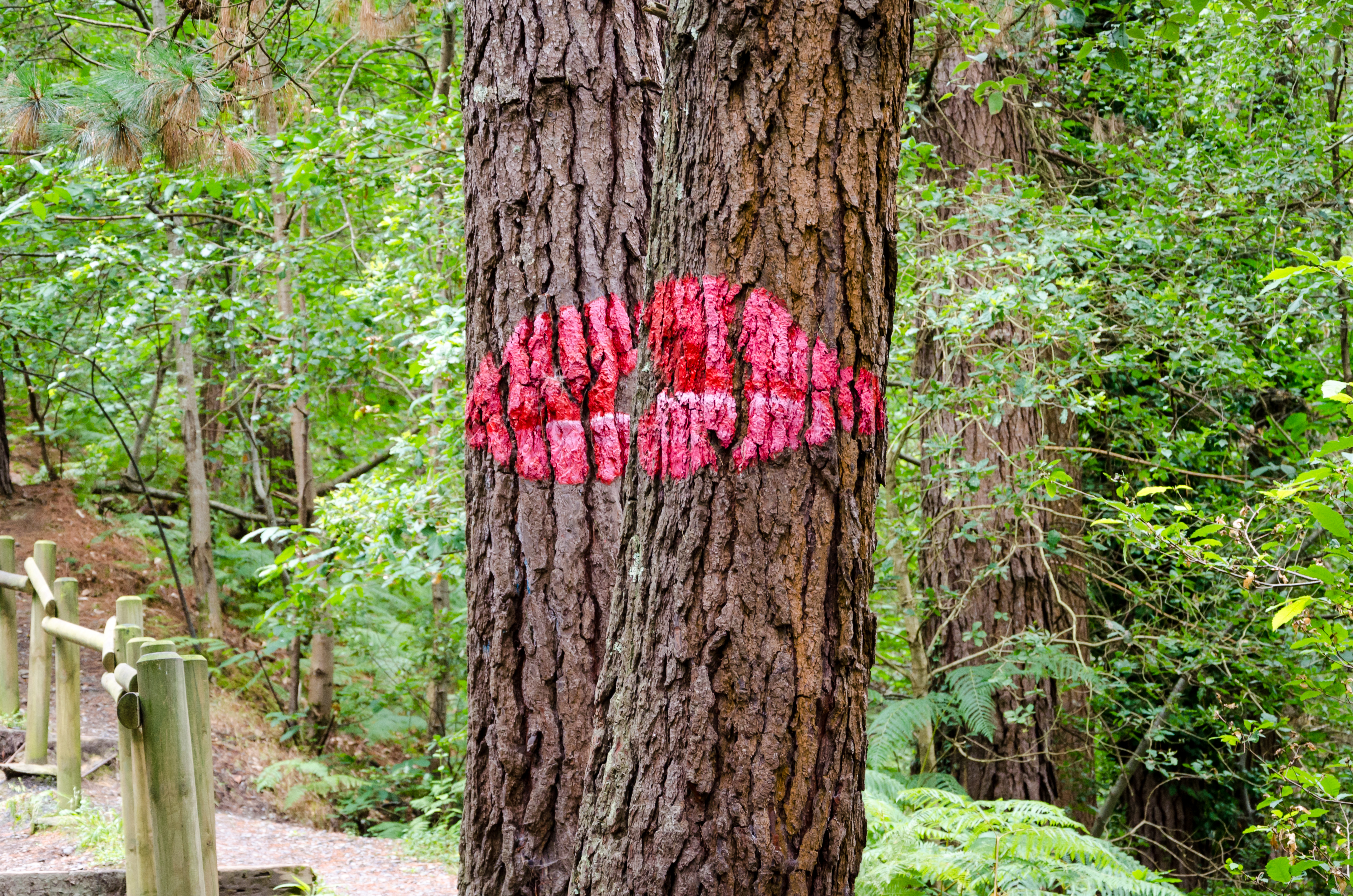
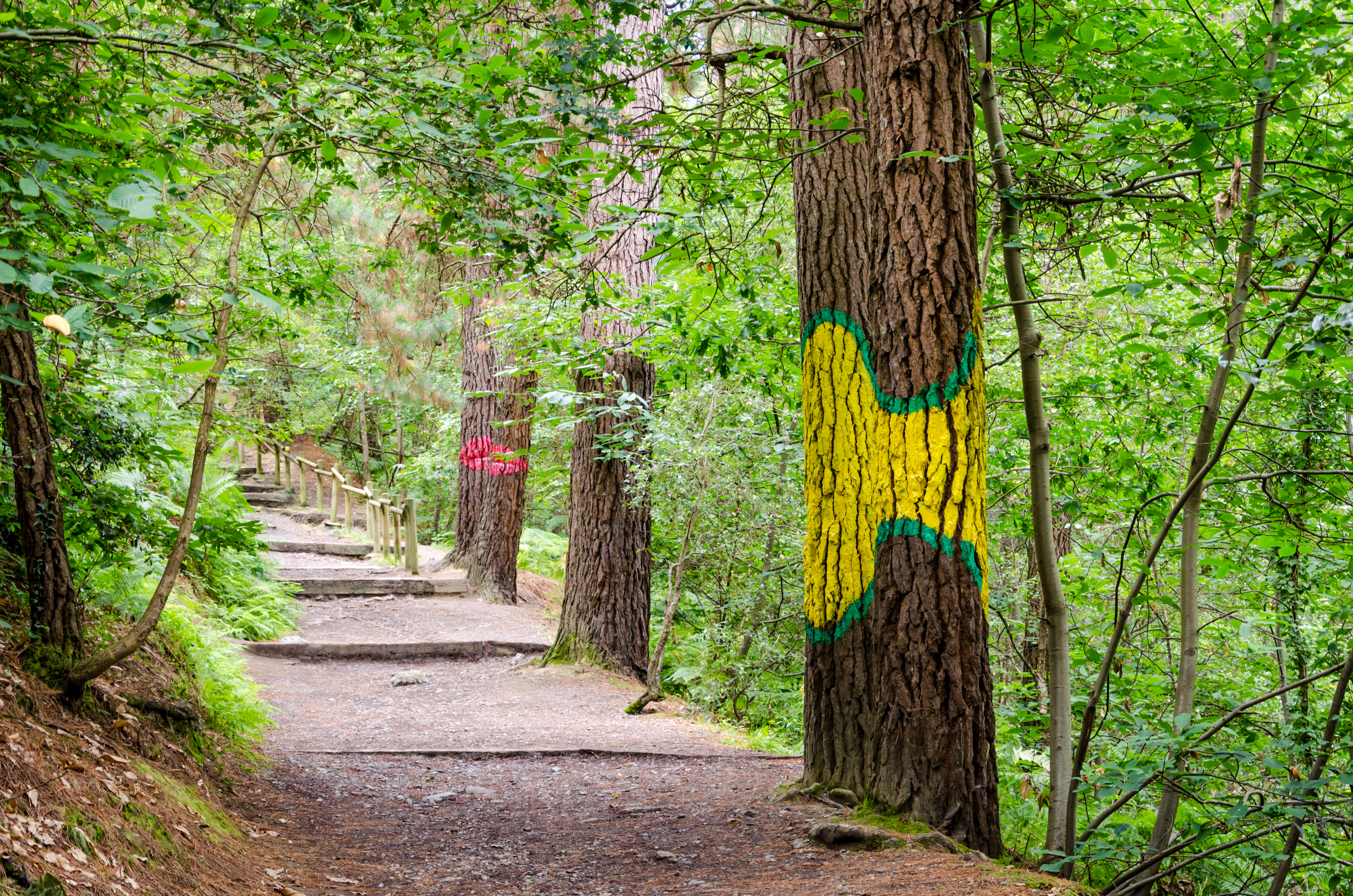
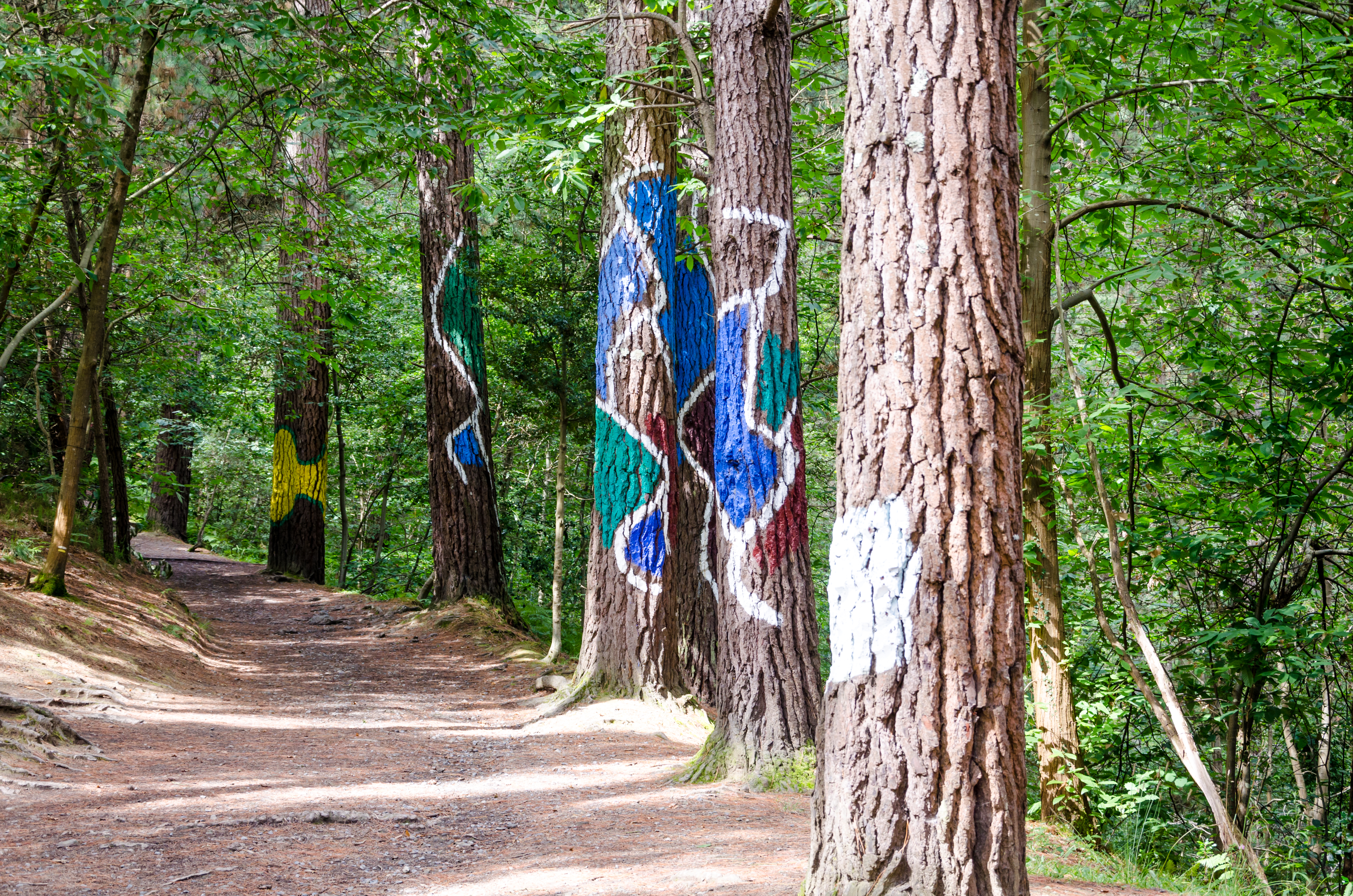
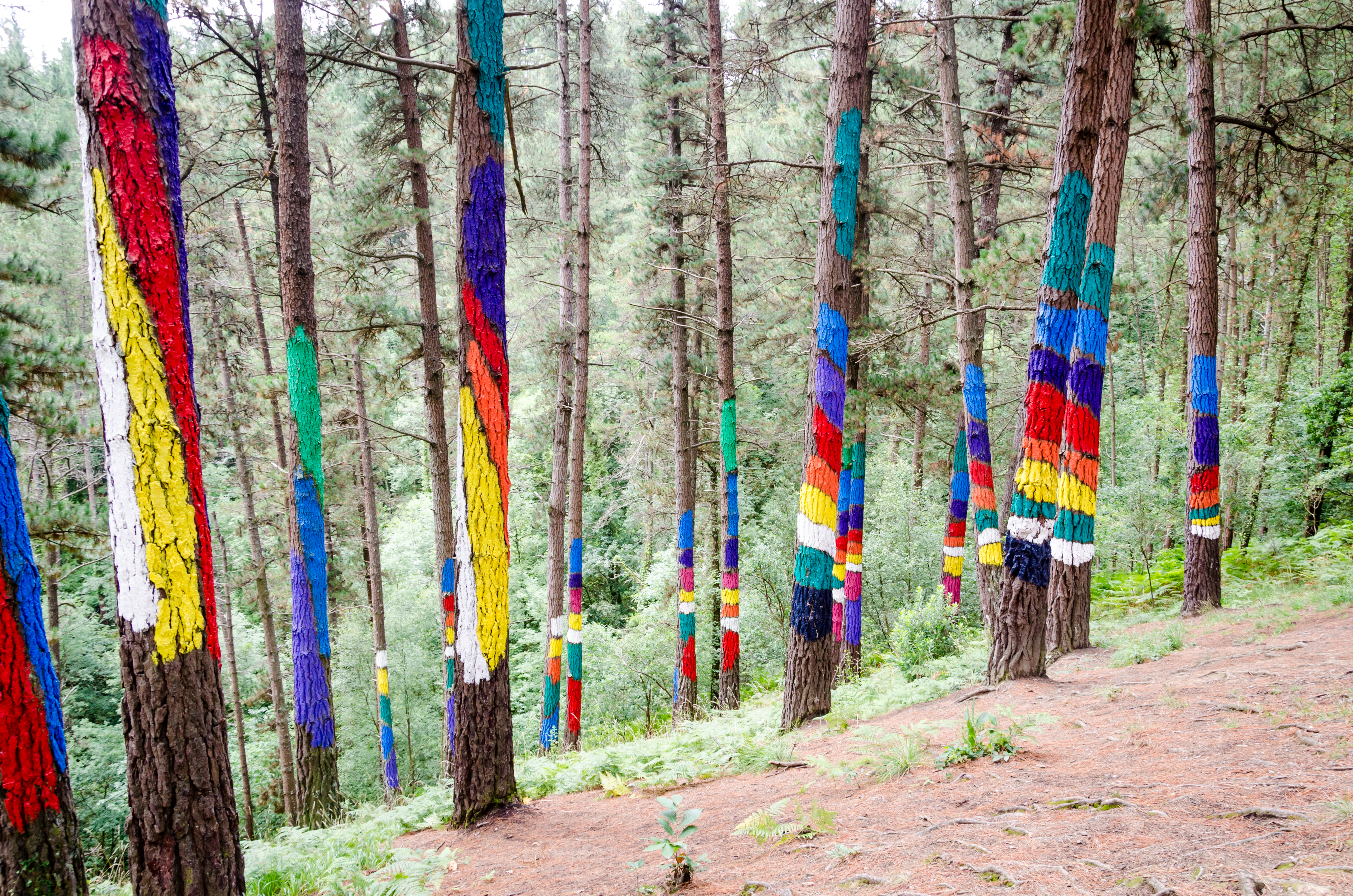
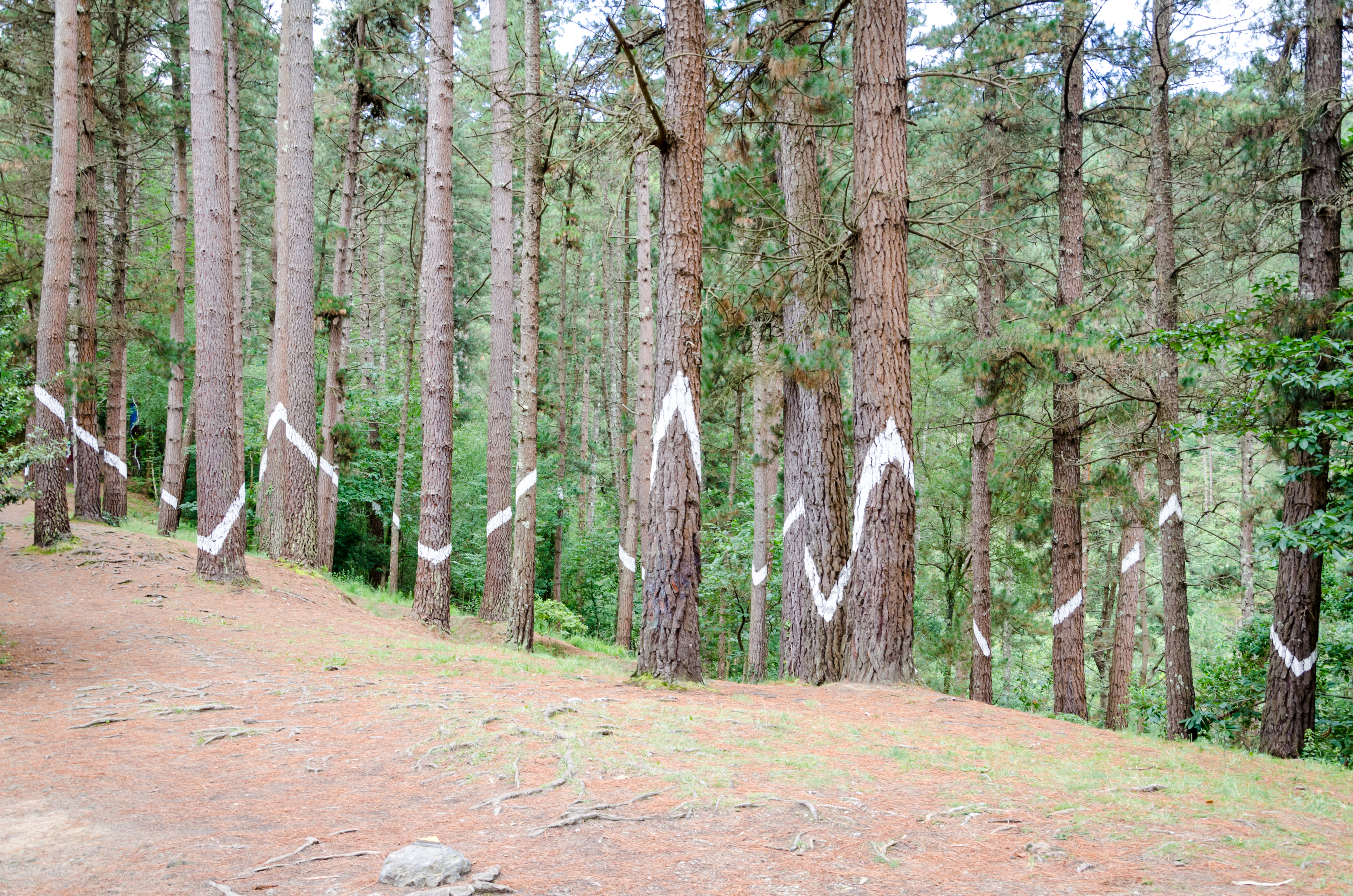
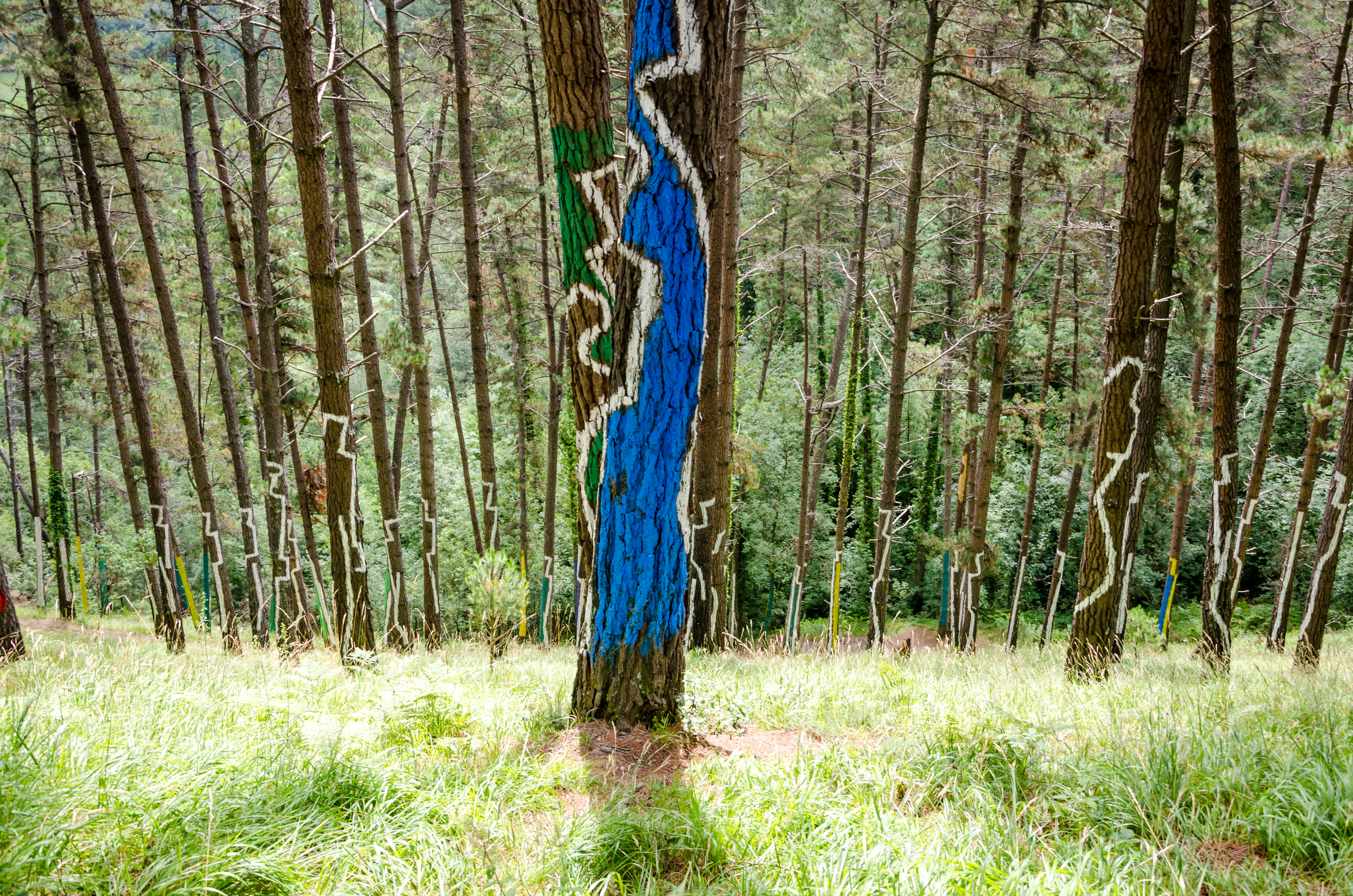
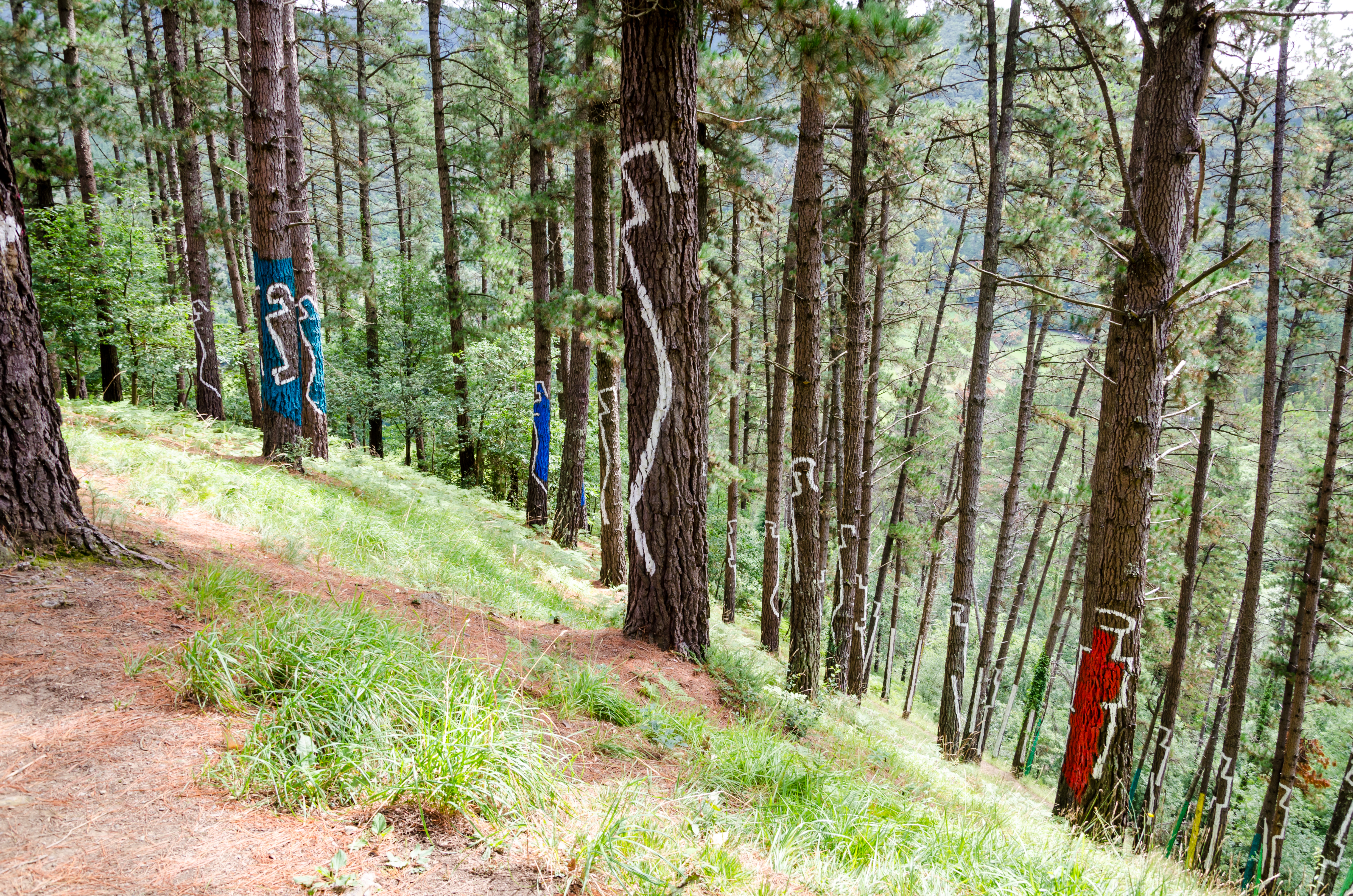
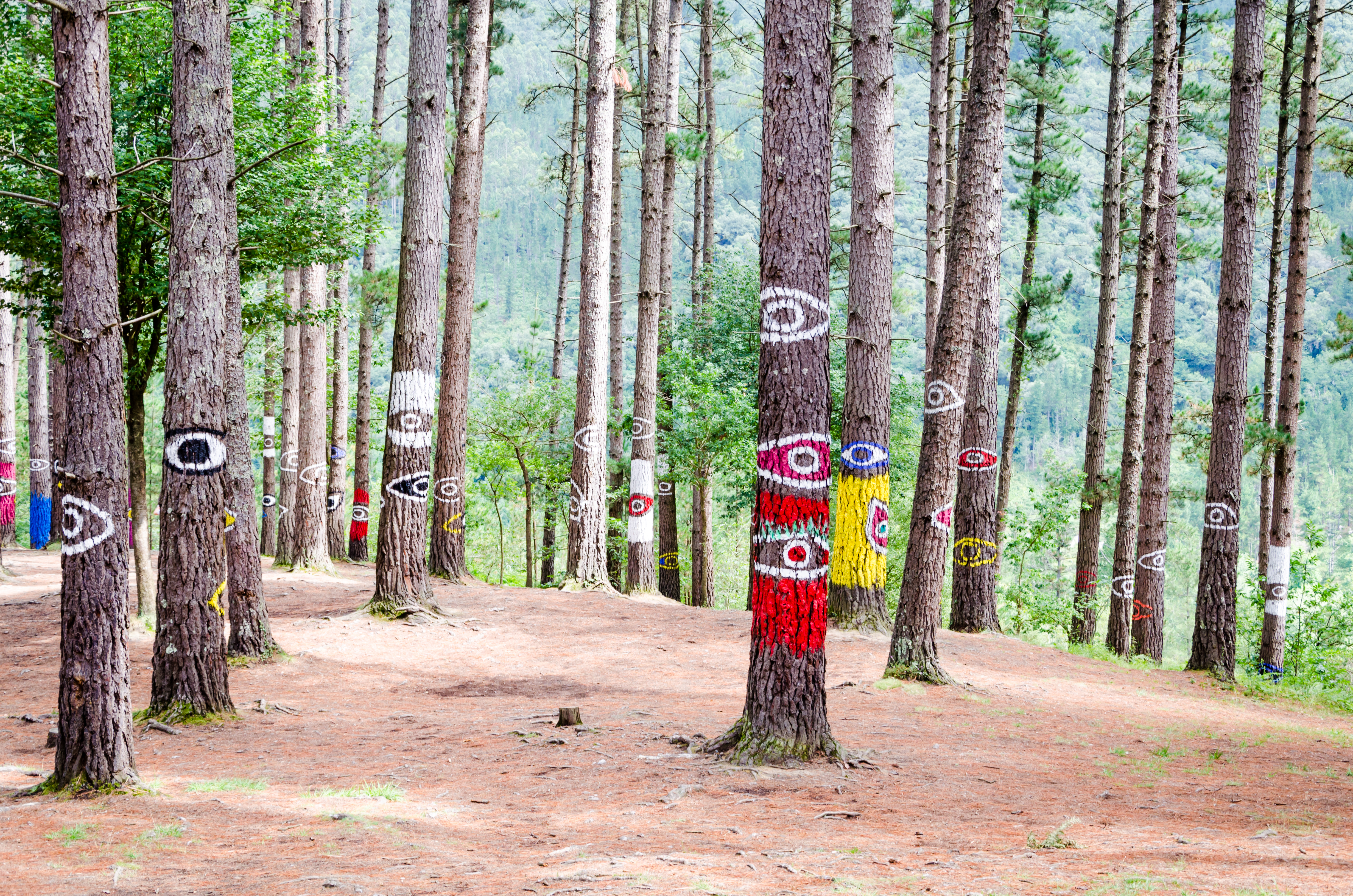
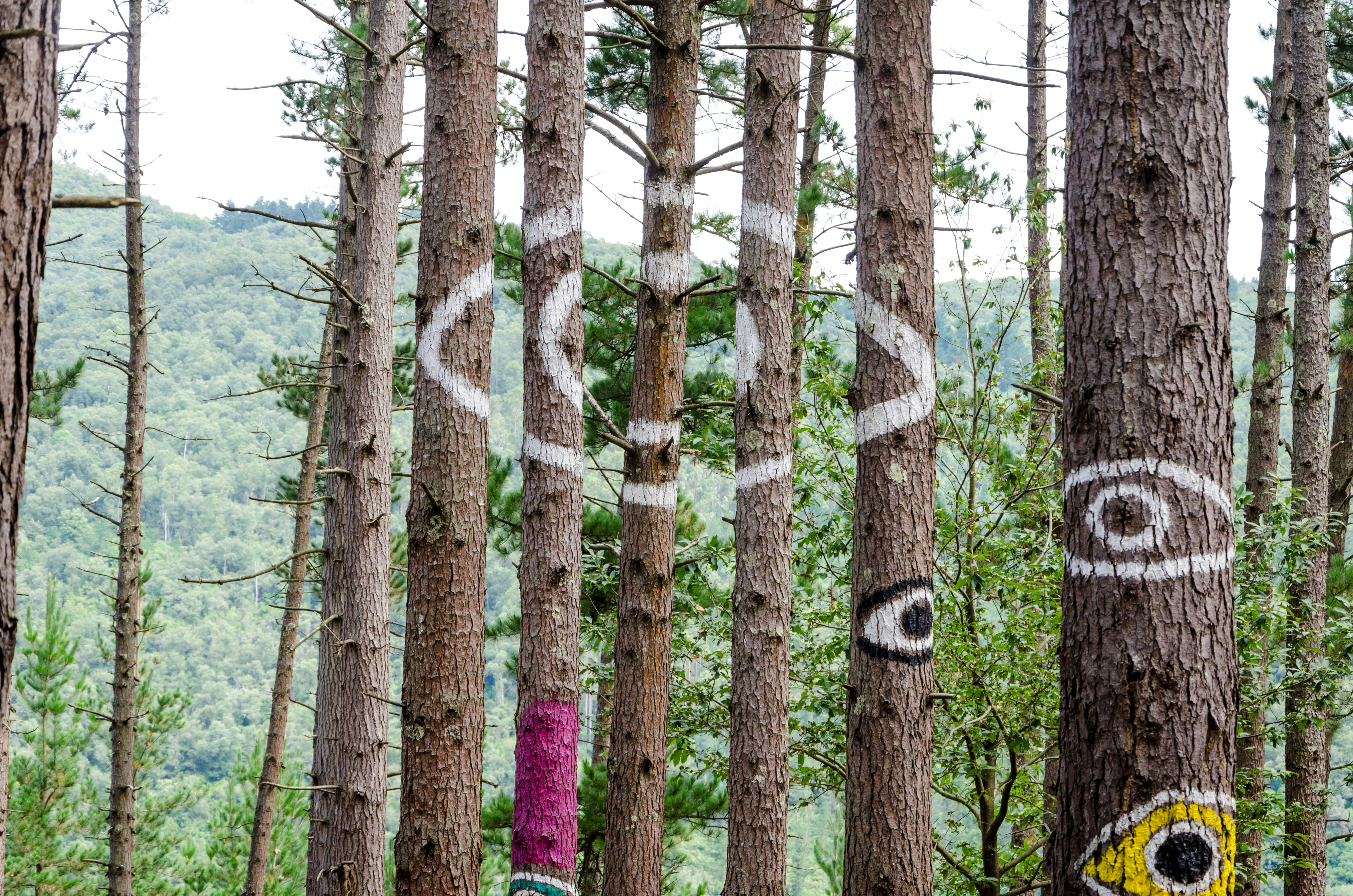
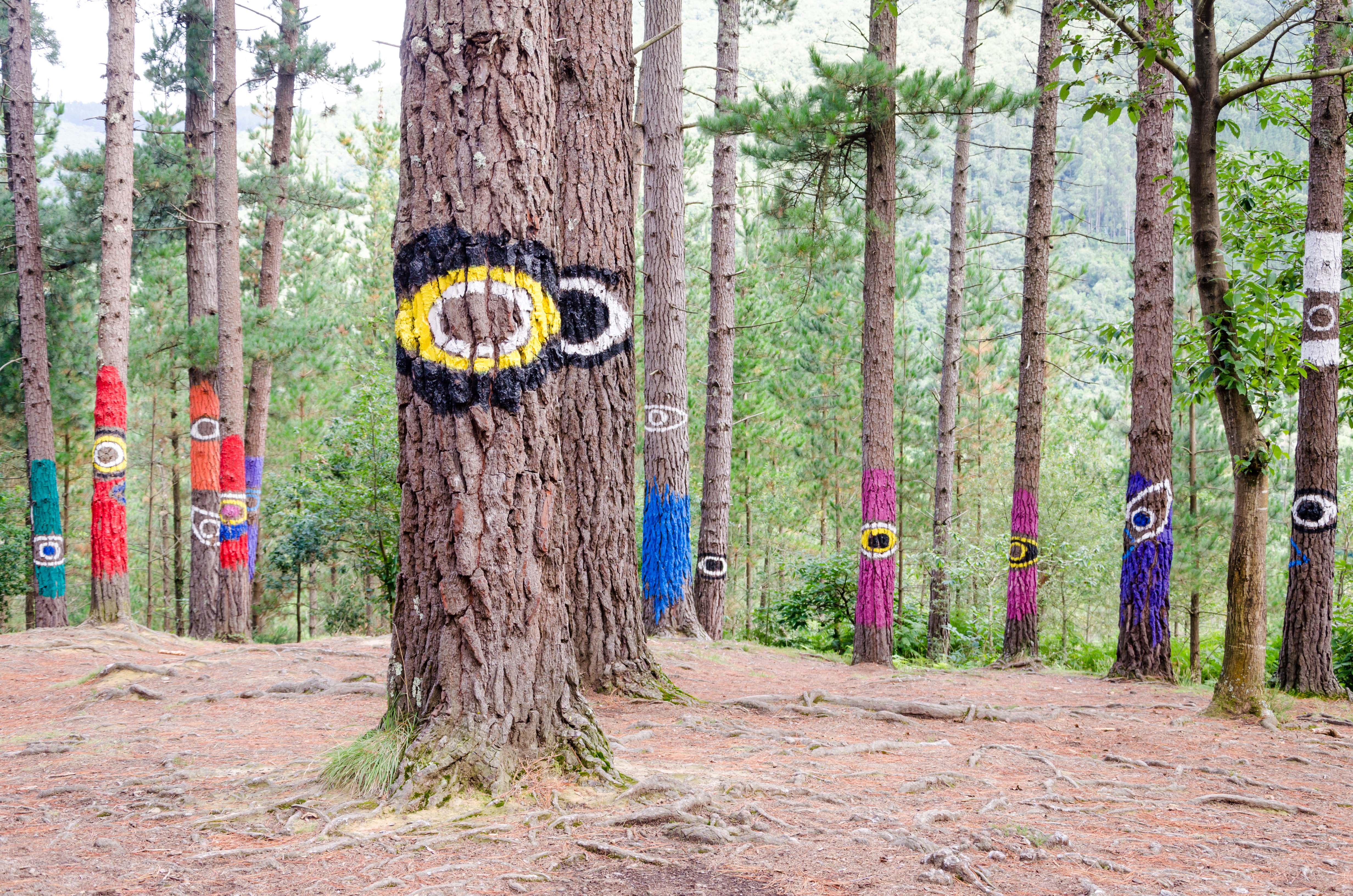
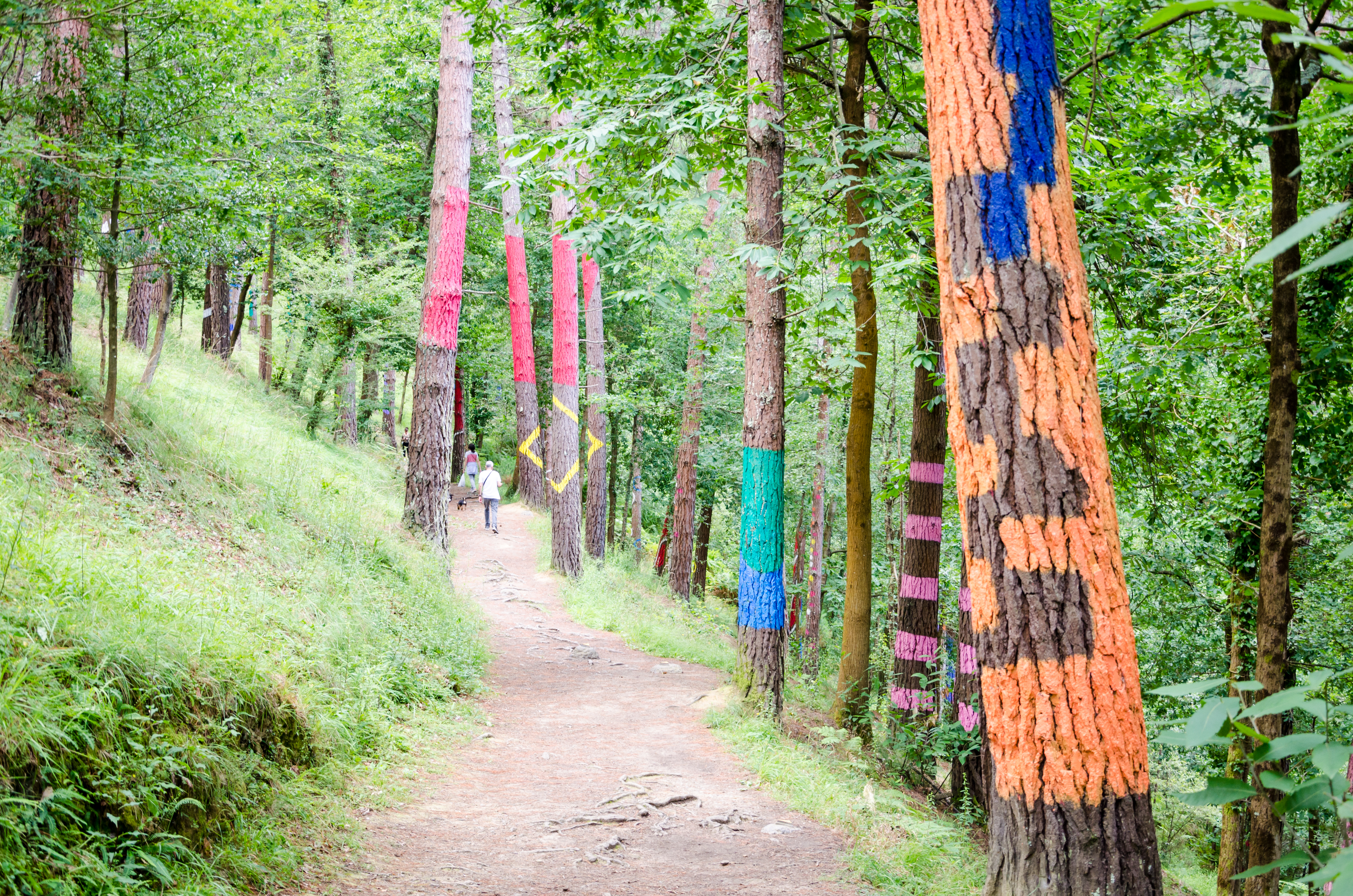
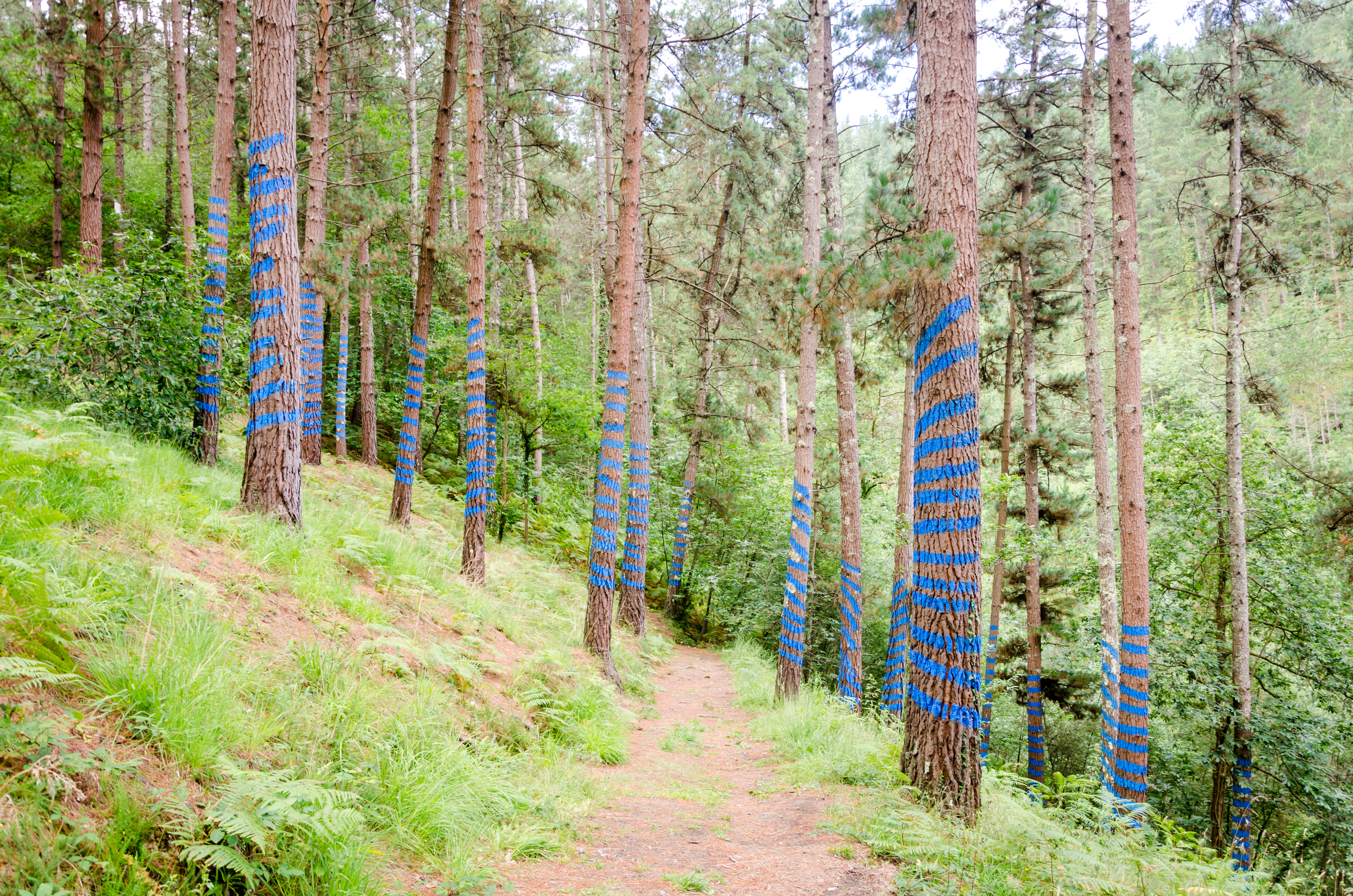
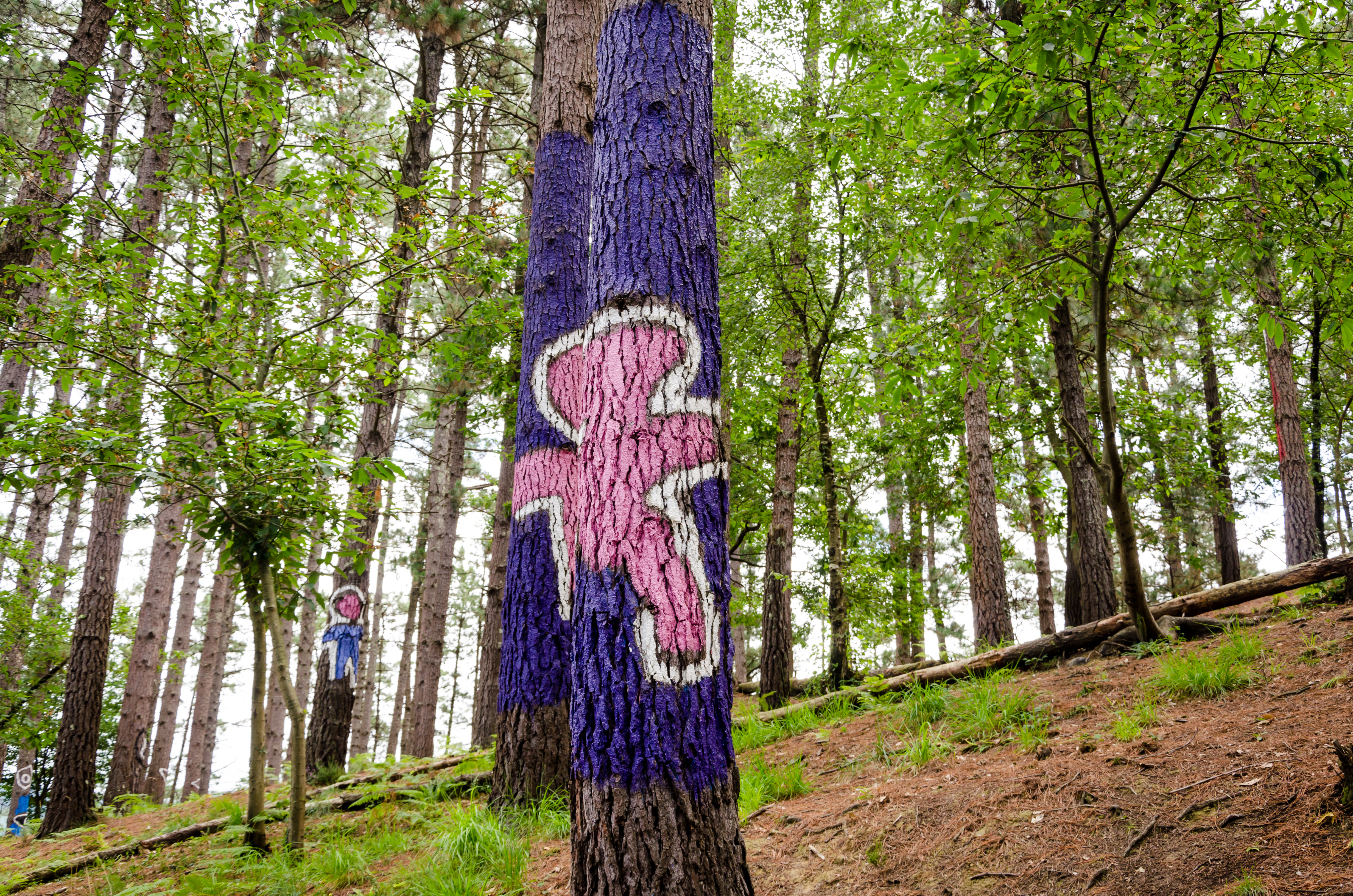
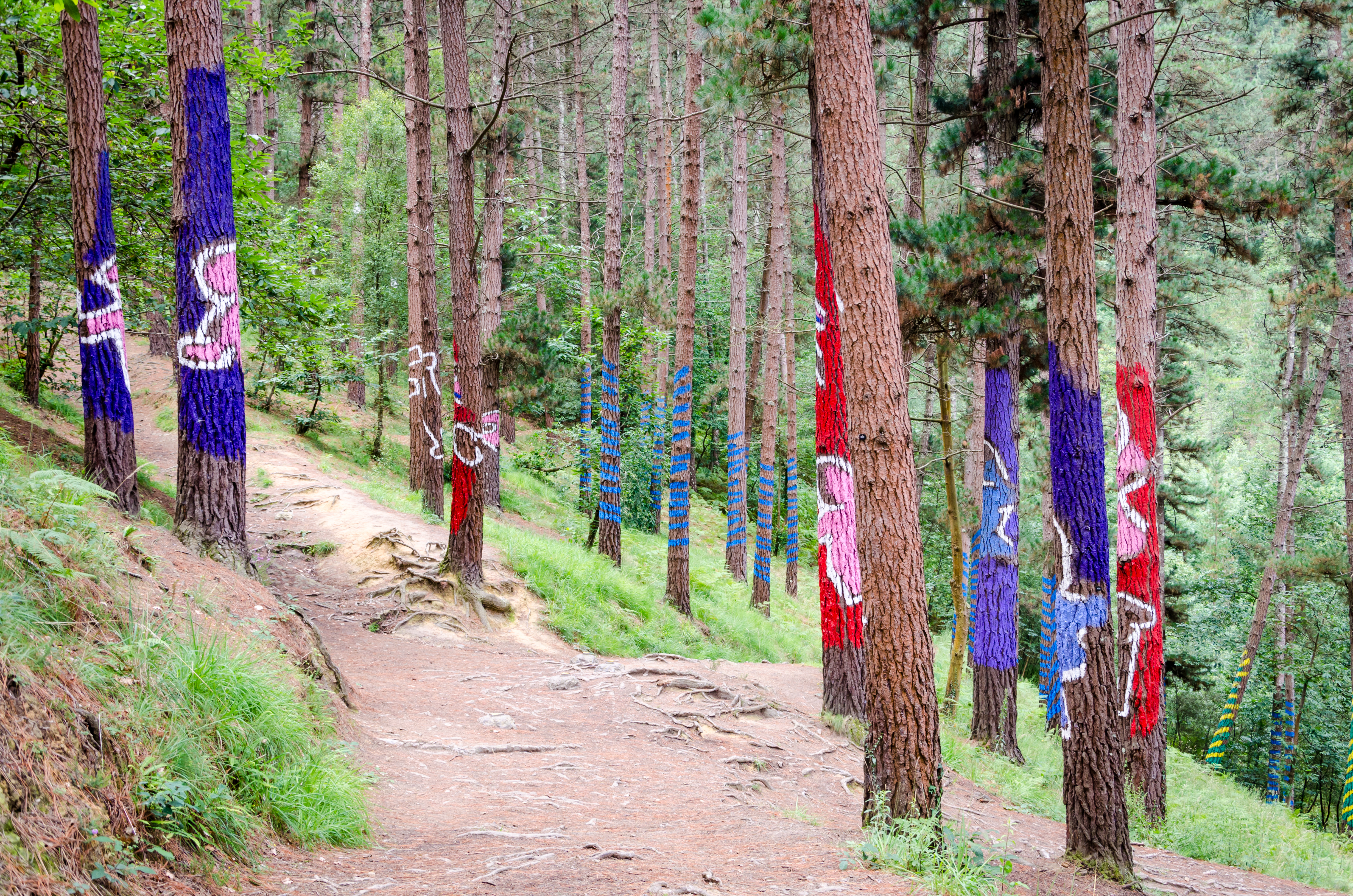